# 改革支持無党派ブロック
改革支持無党派ブロック（かいかくしじむとうはブロック、ポーランド語: Bezpartyjny Blok Wspierania Reform、略称：BBWR）は、ポーランドにかつて存在した政党。レフ・ヴァウェンサ大統領の与党として結成された。

## 概要
1993年当時の大統領であるヴァウェンサの議会における影響力を高めるために結成された政党で同年3月23日にヴァウェンサ出席のもとで結成大会が行われた。党名はピウスツキを想起させるBBWRとした。大統領の権限強化と経済政策においては民営化の推進を掲げた。
BBWR結成と同じ年に行われた1993年議会選挙では下院で16議席（得票率5.61％）、上院では2議席を獲得、選挙後の11月30日に政党登録を行った。翌1996年には党名を「改革支援無党派ブロック－ポーランドのためのブロック（BBWR-BdP）」と改め、キリスト教系を軸とした中道右派勢力の幅広い支持確保を目論んだが、主要勢力が“「連帯」選挙行動”に参加したことからブロック側は支持拡大に失敗した。1997年議会選挙では選挙連合「改革支援無党派ブロック－ポーランドのためのキリスト教民主主義ブロック（BBWR-CNDBdP：選挙管理委員会の略称ではBdPとのみ記載）」として選挙に臨んだが、得票率は1.36％に留まり惨敗した。1998年3月に党名を「ポーランドのためのブロック（BdP: Blok dla Polski）」に改称したが、2003年以降は党としての活動を停止している。